# Kőkorallok
A kőkorallok (Scleractinia) a virágállatok (Anthozoa) osztályába és a hatosztatú virágállatok (Hexacorallia) alosztályába tartozó rend.

## Rendszerezés
A rendbe az alábbi 32 család tartozik:
- Acroporidae Verrill, 1902
- Agariciidae Gray, 1847
- Anthemiphylliidae Vaughan, 1907
- Astrocoeniidae Koby, 1890
- Caryophylliidae Dana, 1846
- Coscinaraeidae Benzoni, F., Arrigoni, R., Stefani, F., Stolarski, J., 2012
- Deltocyathidae Kitahara, Cairns, Stolarski & Miller, 2012
- Dendrophylliidae Gray, 1847
- Diploastreidae Chevalier & Beauvais, 1987
- Euphylliidae Alloiteau, 1952
- Flabellidae Bourne, 1905
- Fungiacyathidae Chavalier, 1987
- Fungiidae Dana, 1846
- Gardineriidae Stolarski, 1996
- Guyniidae Hickson, 1910
- Lobophylliidae Dai & Horng, 2009
- Meandrinidae Gray, 1847
- Merulinidae Verrill, 1865
- Micrabaciidae Vaughan, 1905
- Montastraeidae Yabe & Sugiyama, 1941
- †Montlivaltiidae Dietrich, 1926
- agykorallok (Mussidae) Ortmann, 1890
- Oculinidae Gray, 1847
- Pocilloporidae Gray, 1842
- Poritidae Gray, 1842
- Psammocoridae Chevalier & Beauvais, 1987
- Rhizangiidae d'Orbigny, 1851
- Schizocyathidae Stolarski, 2000
- Siderastreidae Vaughan & Wells, 1943
- Stenocyathidae Stolarski, 2000
- Trochosmiliidae - az idetartozása kérdéses
- Turbinoliidae Milne Edwards & Haime, 1848

Az alábbi 12 nemi szintű taxon, a WoRMS-ban incertae sedisként, azaz bizonytalan helyzetűként szerepel:
- †Antillia Duncan, 1864
- Bachytrochus
- Blastomussa Wells, 1968
- Cladocora Ehrenberg, 1834
- †Indophyllia Gerth, 1921
- Leptastrea Milne Edwards & Haime, 1849
- Nemenzophyllia Hodgson & Ross, 1982
- Oulastrea Milne Edwards & Haime, 1848
- Physogyra Quelch, 1884
- Plerogyra Milne Edwards & Haime, 1848
- Plesiastrea Milne Edwards & Haime, 1848
- Solenastrea Milne Edwards & Haime, 1848